# 0 A.D.
0 A.D. - Empires Ascendant, où A.D. signifie Anno Domini (équivalent de 0 après J.-C.) est un jeu vidéo de stratégie en temps réel (RTS) historique en 3D développé et édité par Wildfire Games. Le titre du jeu fait référence à une année zéro fictive du calendrier grégorien, une commodité qui permet de faire coexister des civilisations qui ne se sont parfois pas rencontrées en réalité (comme l'Empire maurya et les Bretons, c'est-à-dire les anciens habitants de Grande-Bretagne).
C'est un projet libre, au développement ouvert, visant des standards de qualité artistique comparables à ceux de l'industrie, ainsi qu'un grand respect de la réalité historique.
0 A.D. est distribué sous licences libres. Le code source de GNU GPL v.2 et son contenu sous CC-BY-SA. Il est multilingue et traduit dans plus de 22 langues. Il est multiplate-forme et fonctionne sous GNU/Linux, Windows, Mac OS et BSD,.
Il permet d'incarner quatorze civilisations qui ont marqué l'Histoire antique entre les rives de l'Atlantique et la chaîne de l'Himalaya, au cours de la période allant de l'an 500 à 1 av. J.-C. Il est prévu que 0 A.D. partie 2 aille de l'an 1 à 500 apr. J.-C.. Le système de jeu est lié principalement à la guerre et à l'économie,.
Le projet 0 A.D. - Empires Ascendant a démarré en 2000, il connut une phase de stagnation jusqu'en 2003 avant de connaître un développement plus soutenu dès lors qu'il fut libéré en 2009. Depuis l'ajout du salon de discussion, une conséquente communauté de joueurs s'est construite autour.

## Historique

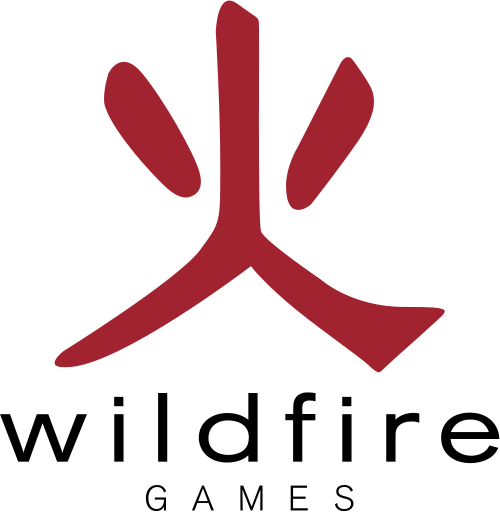
Wildfire Games.

0 A.D. fut d'abord essentiellement un mod du jeu de stratégie en temps réel Age of Empires II: The Age of Kings. Entamé en juin 2001, le projet avait initialement pour but de rendre jouables les civilisations antiques du premier Age of Empires avec le moteur de Age of Kings. Malgré des capacités de conception limitées, l'équipe de développement décida bientôt de créer un jeu complet et indépendant basé sur ces idées, avec pour objectif d'allier aussi étroitement que possible l'exactitude historique des civilisations antiques et les principes d'un jeu de stratégie en temps réel. L'apparence des unités et des bâtiments se fonde sur des reconstitutions historiques, et leurs noms s'affichent à la fois dans les langues antiques (transcrites en alphabet latin) et en anglais ; les capacités et améliorations se fondent sur la culture propre à chaque civilisation, tout en composant avec les contraintes de jouabilité et d'intérêt d'un jeu de stratégie. Aucun historien n'était associé au projet au départ, mais plusieurs historiens professionnels ou amateurs ont prodigué leurs conseils au projet au fil du temps.
En novembre 2008, les développeurs de 0 A.D. annoncèrent la publication prochaine du code source, et, le 10 juin 2009, Wildfire Games publia le jeu sous licence libre : le code source de 0 A.D. sous licence GNU GPL v.2, et le contenu artistique sous licence Creative Commons BY-SA.
En 2012, l'équipe comptait une vingtaine de contributeurs actifs à tout moment ; cependant, depuis que le développement a vraiment commencé, plusieurs centaines de personnes ont participé au projet d'une façon ou d'une autre,.
Le 4 septembre 2013, lors de la sortie de la version alpha 14, a été lancé un financement participatif de 160 000 $. Le 20 octobre 2013, à la fermeture du financement, 33 251 $ ont été récoltés et un développeur a été engagé à l'année pour travailler sur le projet.
Aucune date de sortie officielle n'a encore été annoncée.

## Civilisations
0 A.D. permet d'incarner quatorze civilisations de l'Antiquité :

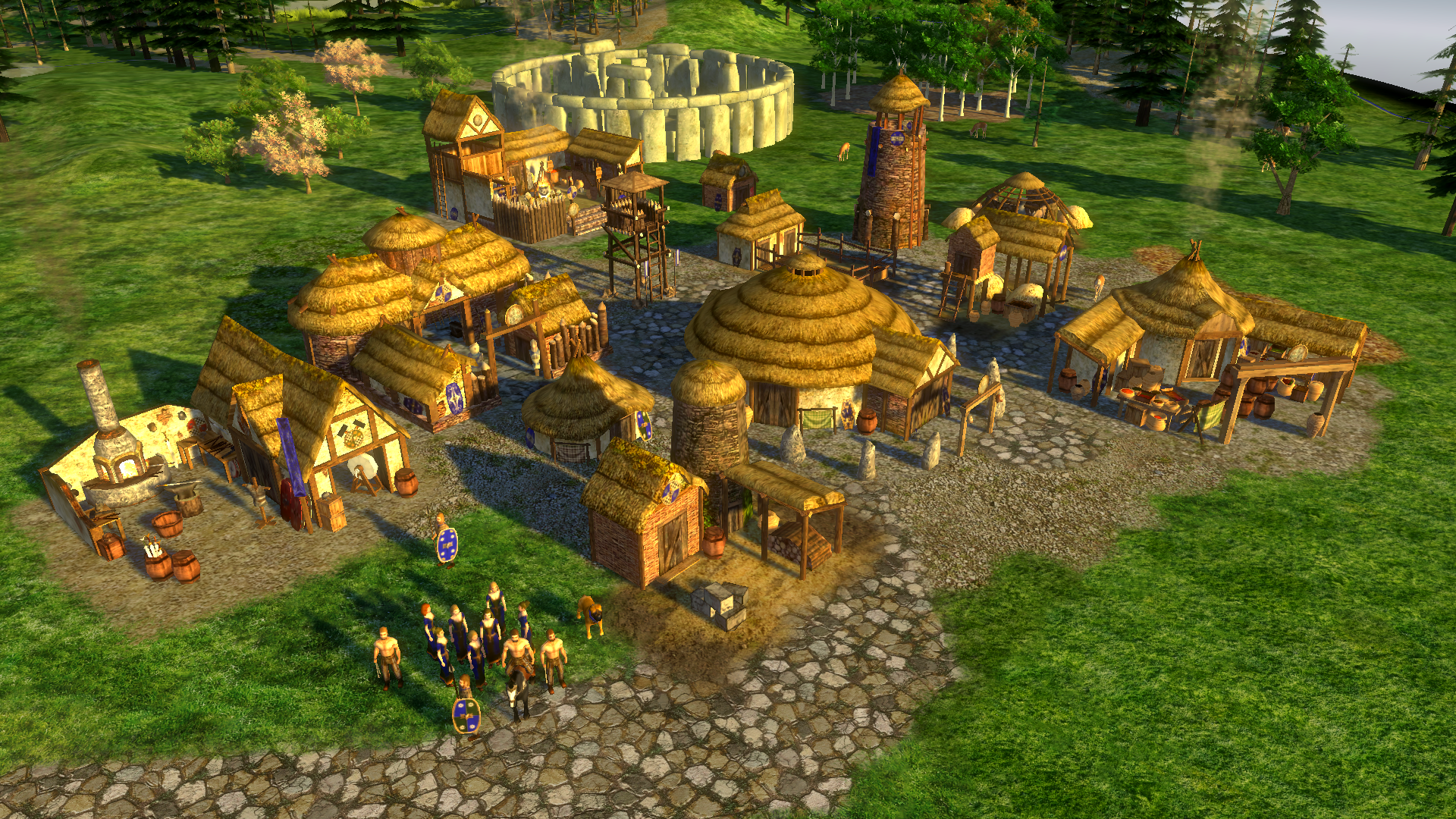
Bretons
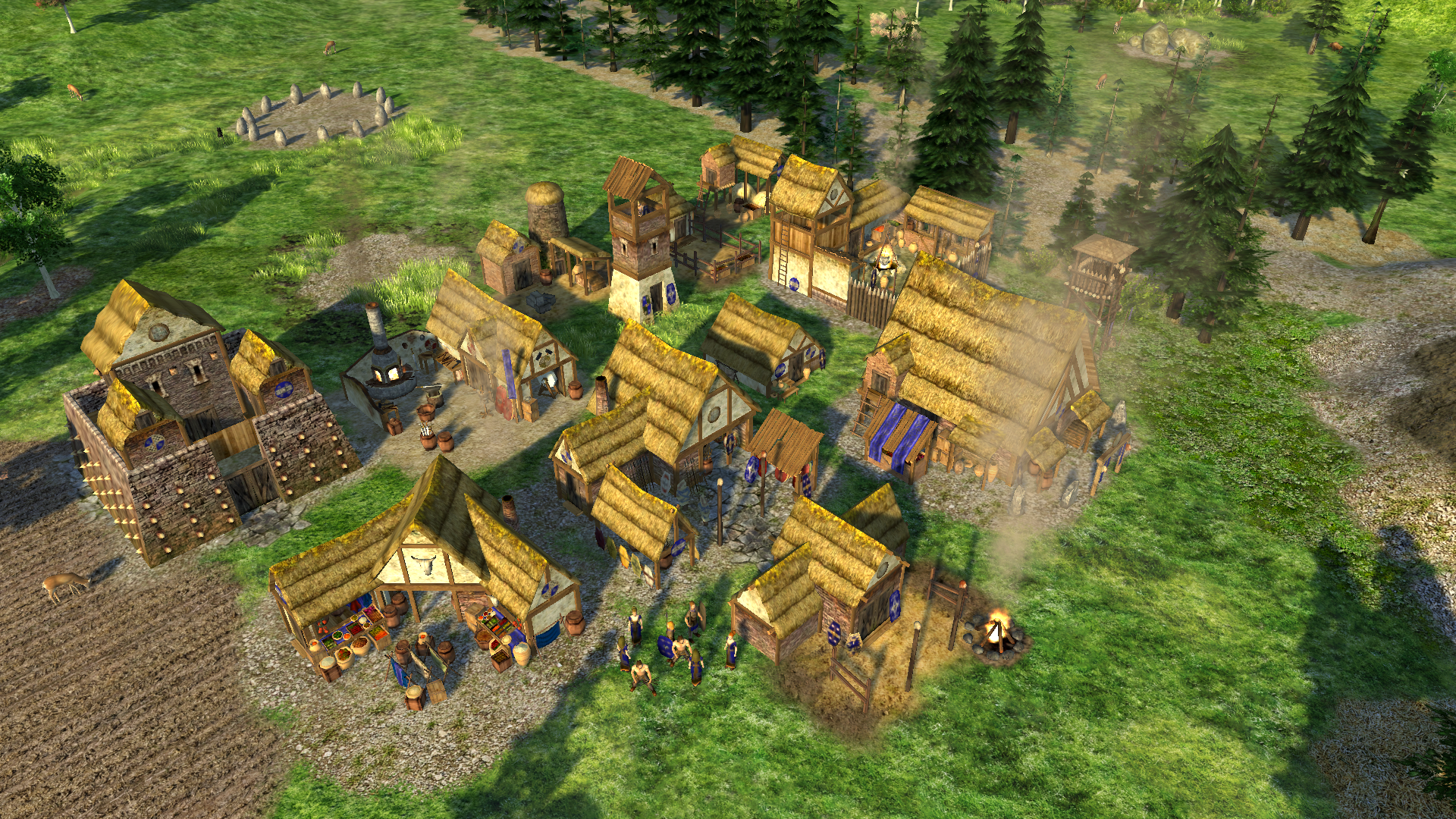
Gaulois
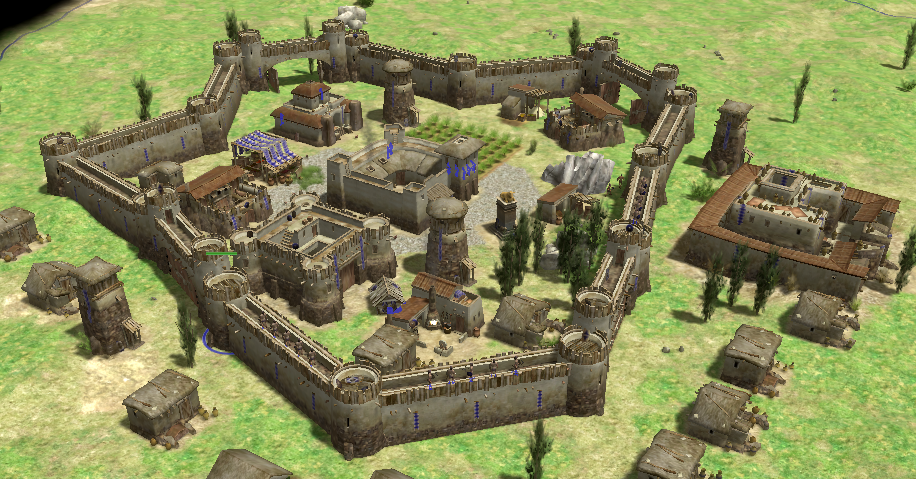
Ibères
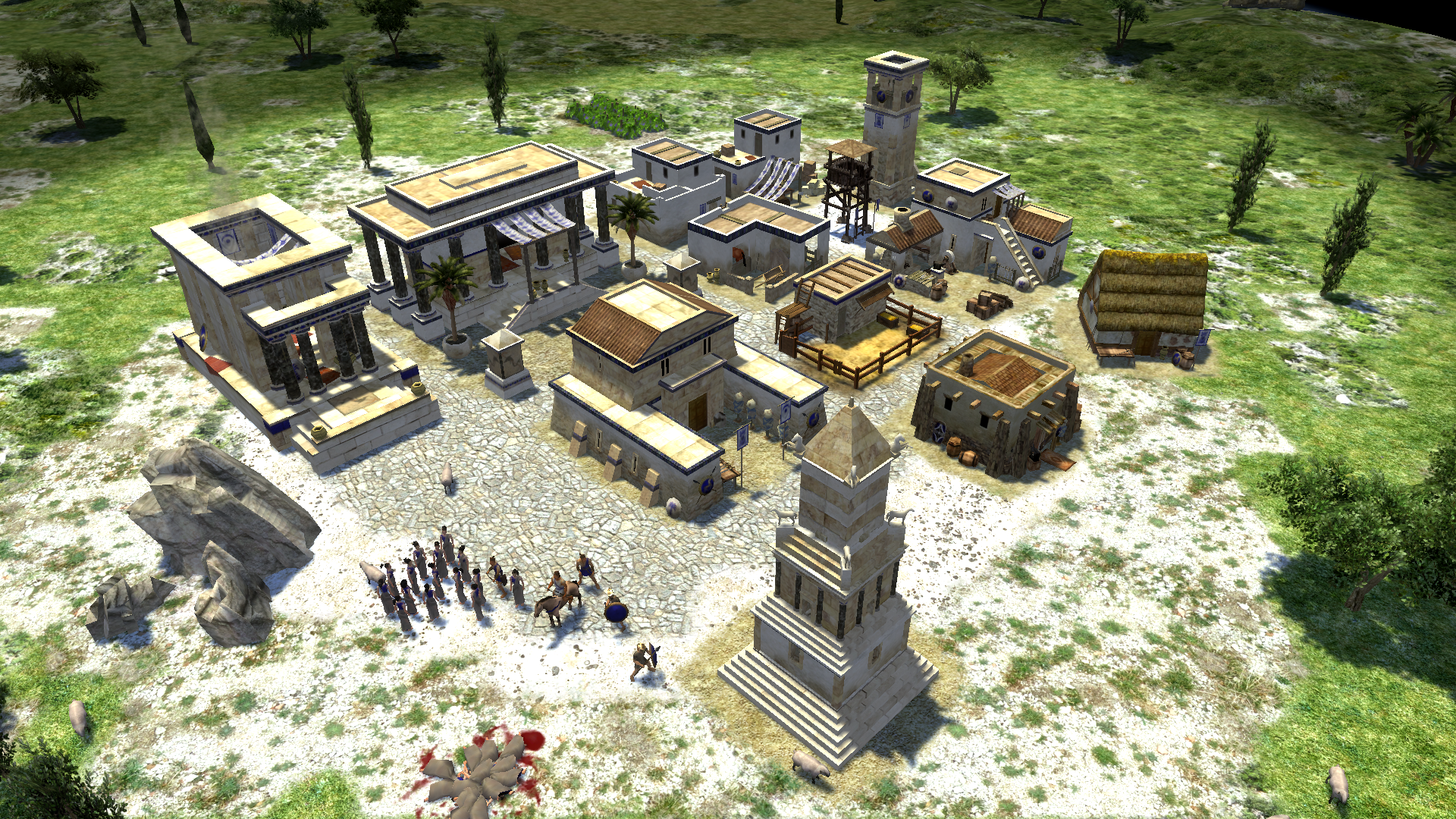
Carthaginois
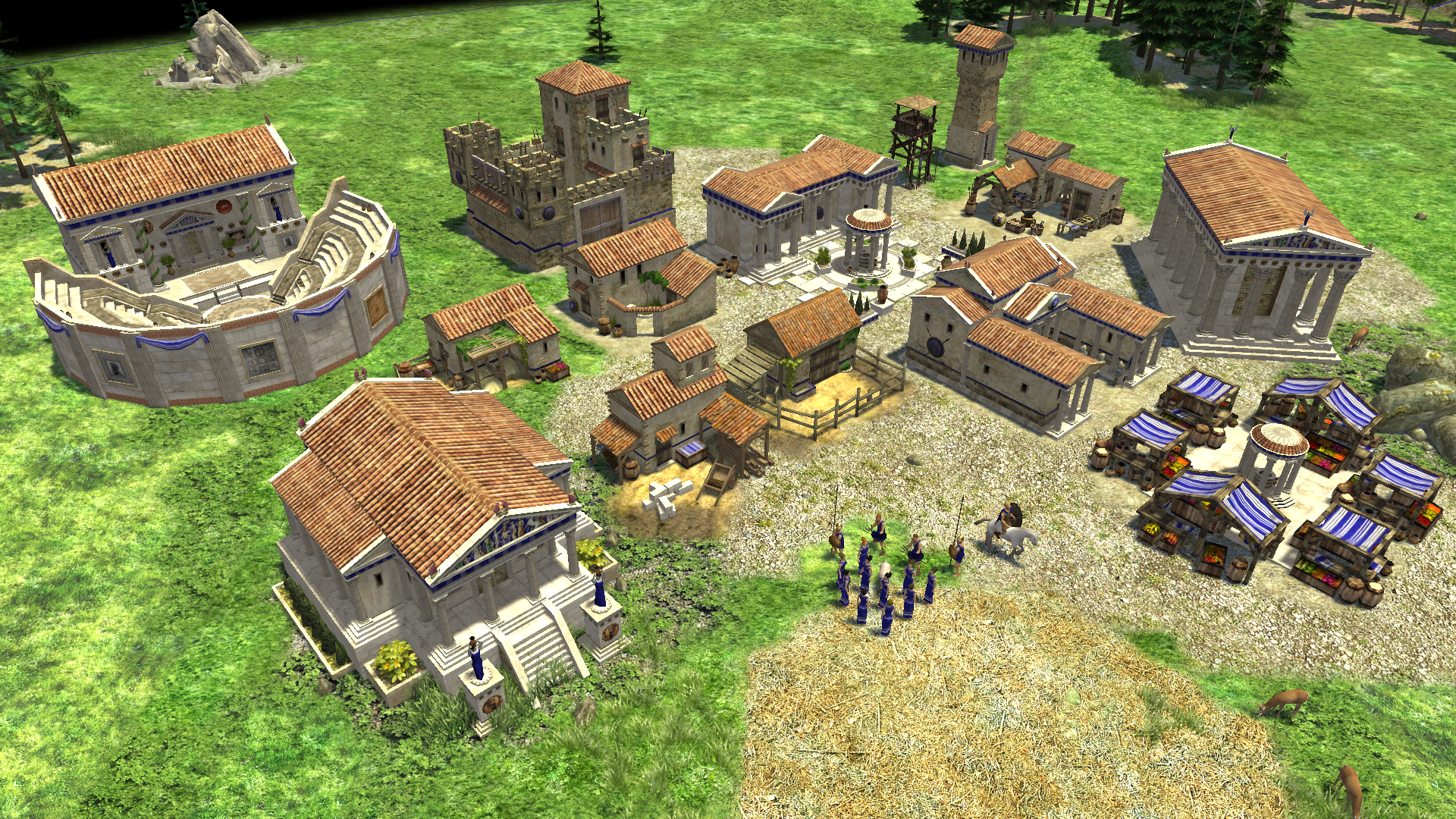
Macédoniens
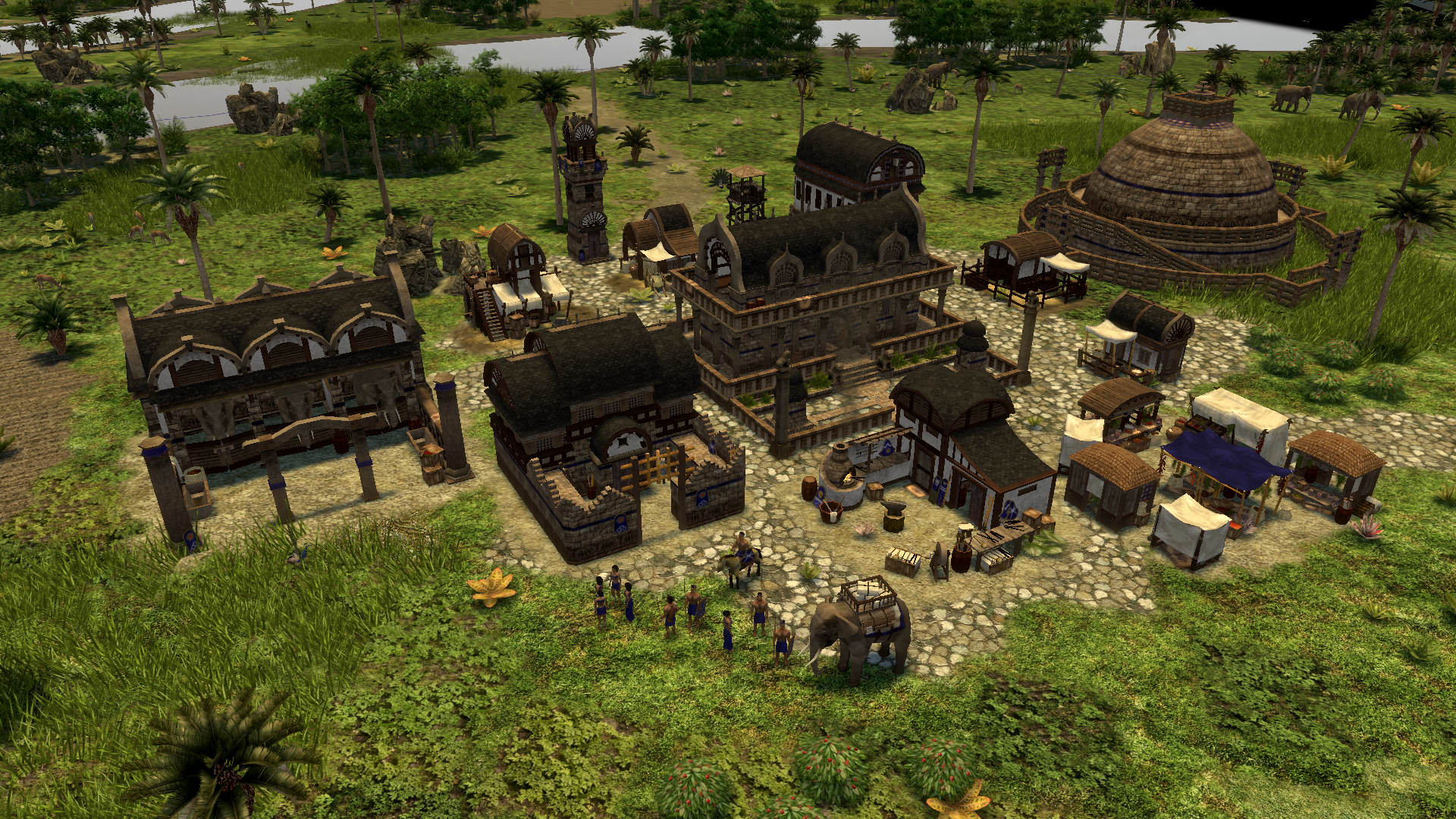
Mauryas
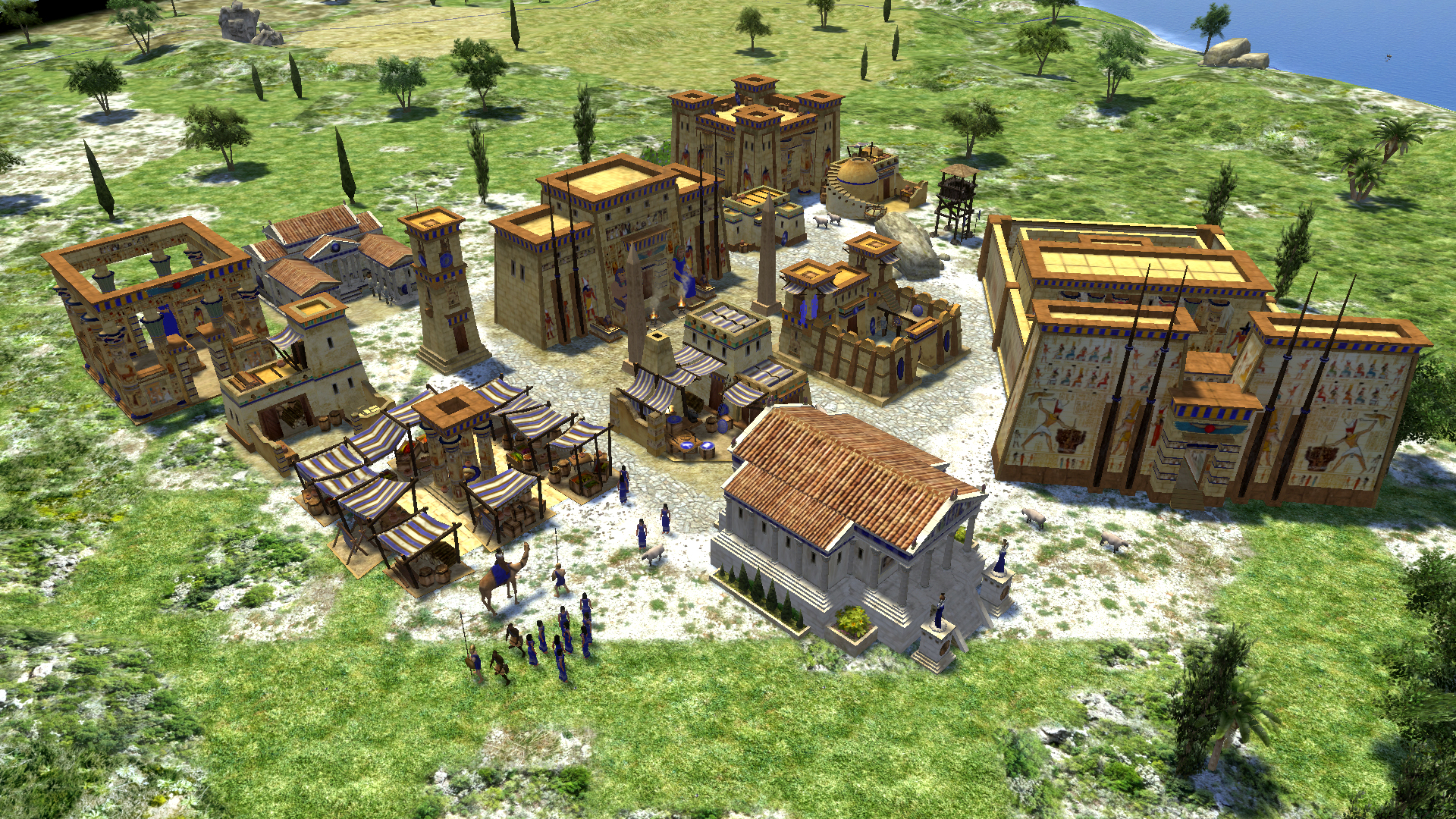
Ptolémaïques
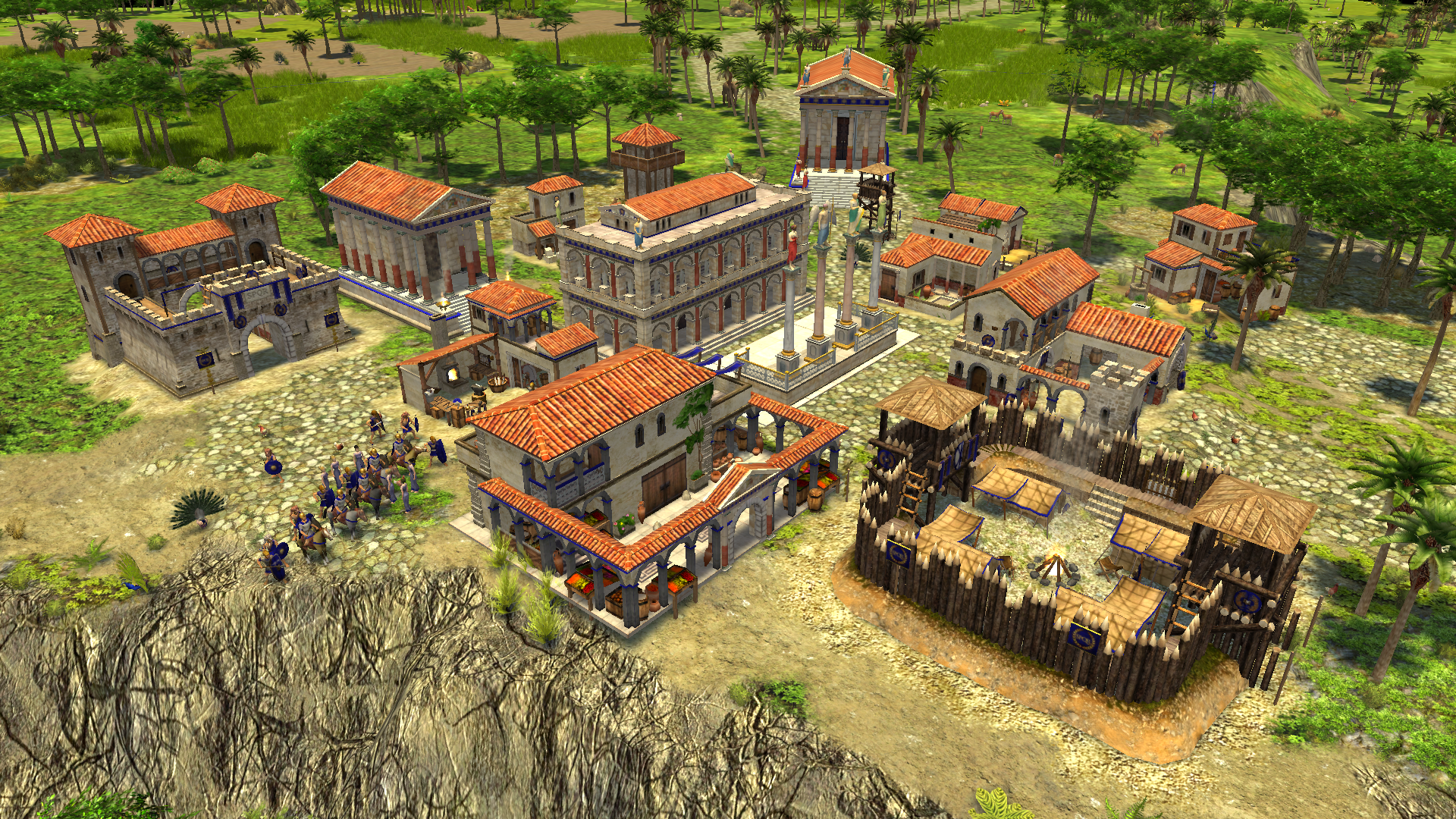
Romains
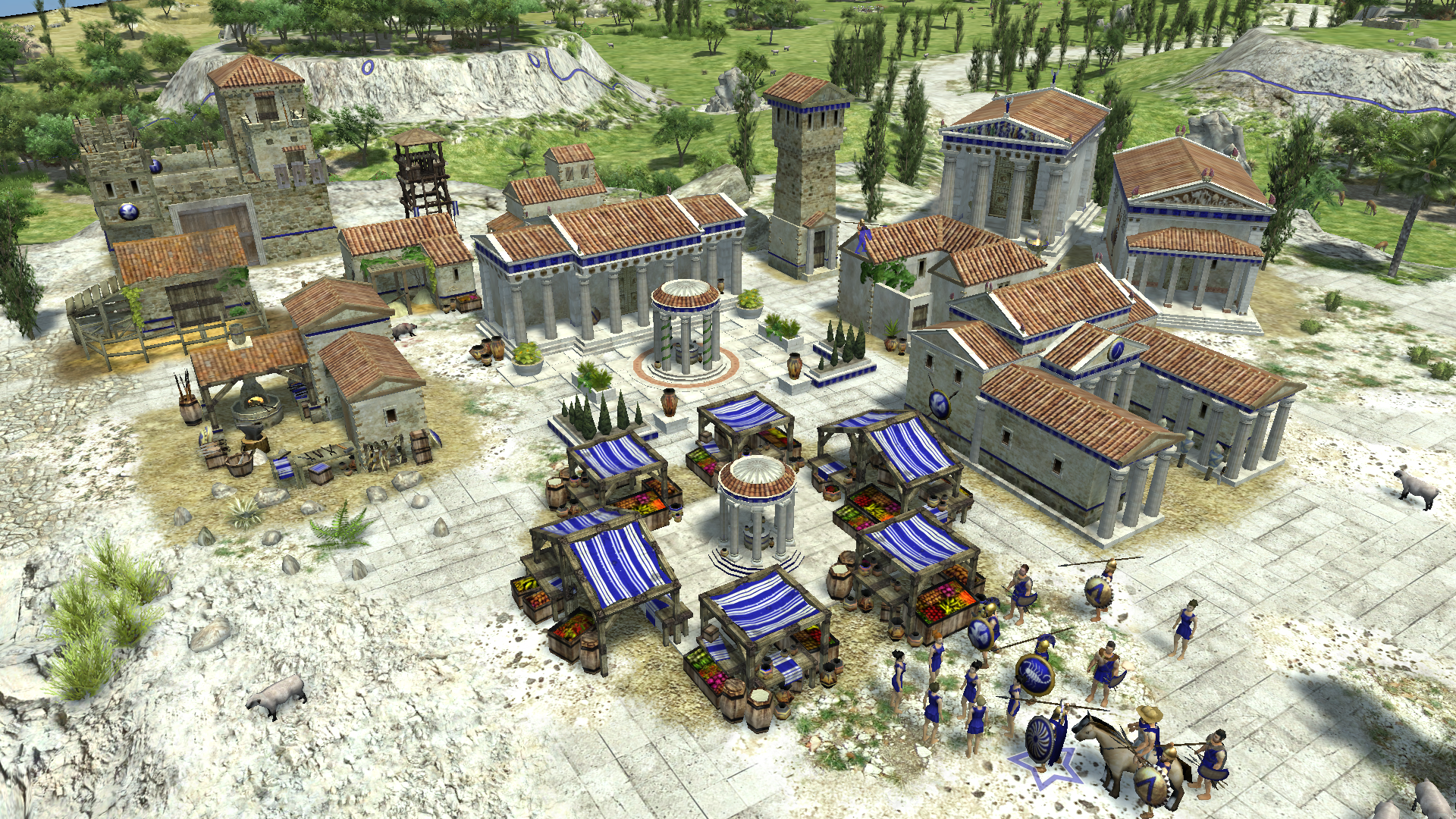
Spartiates
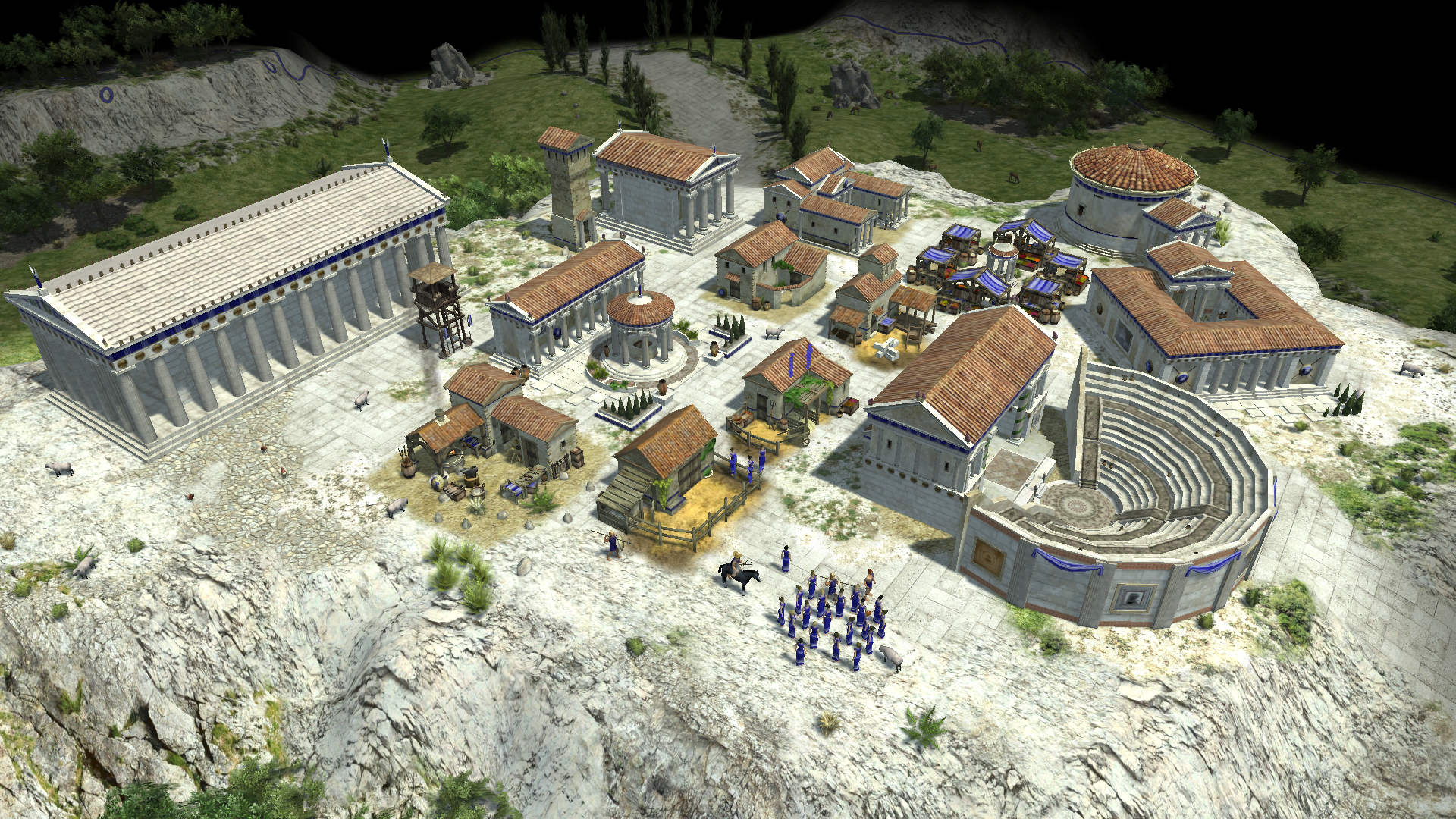
Athéniens
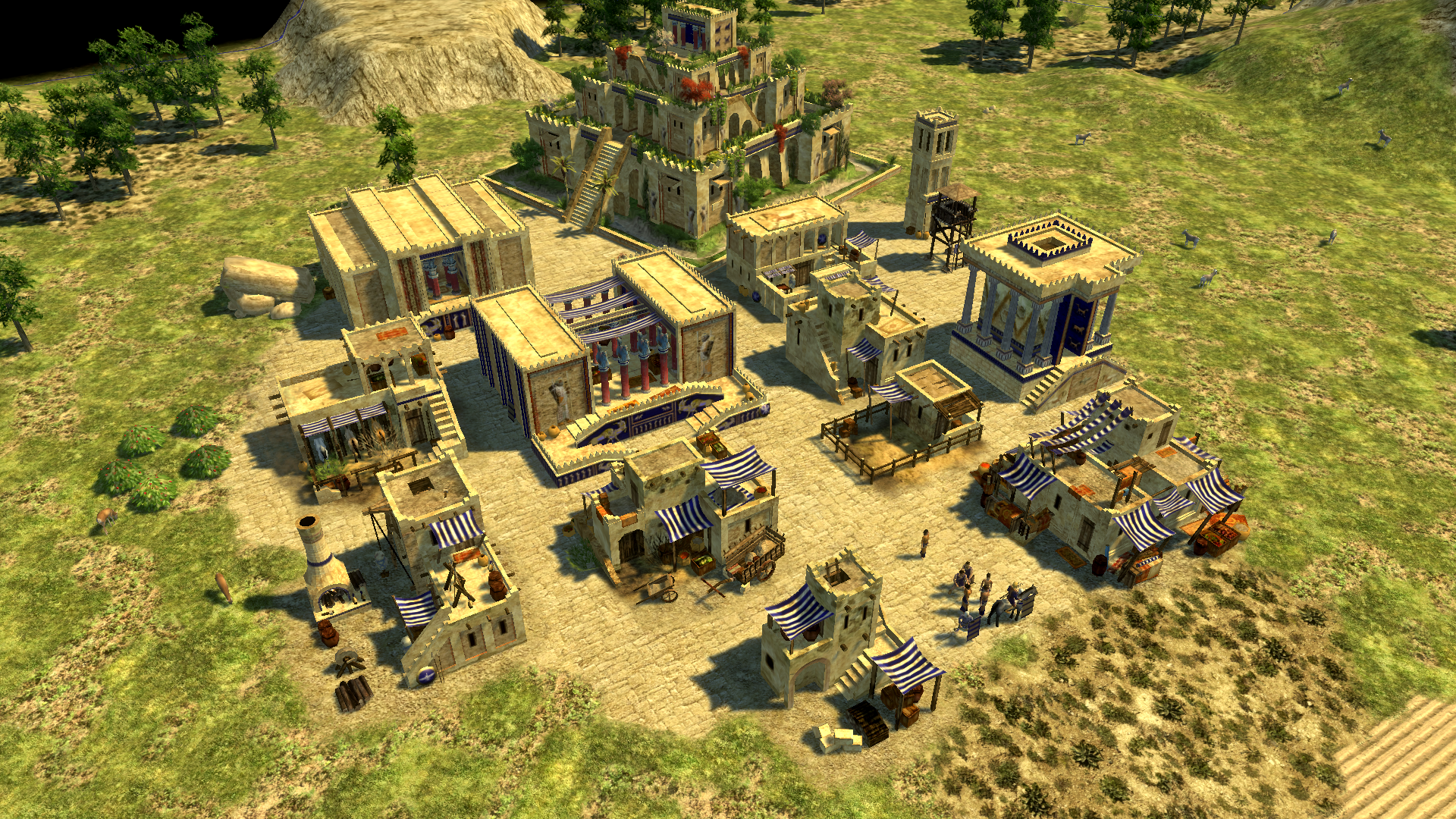
Perses
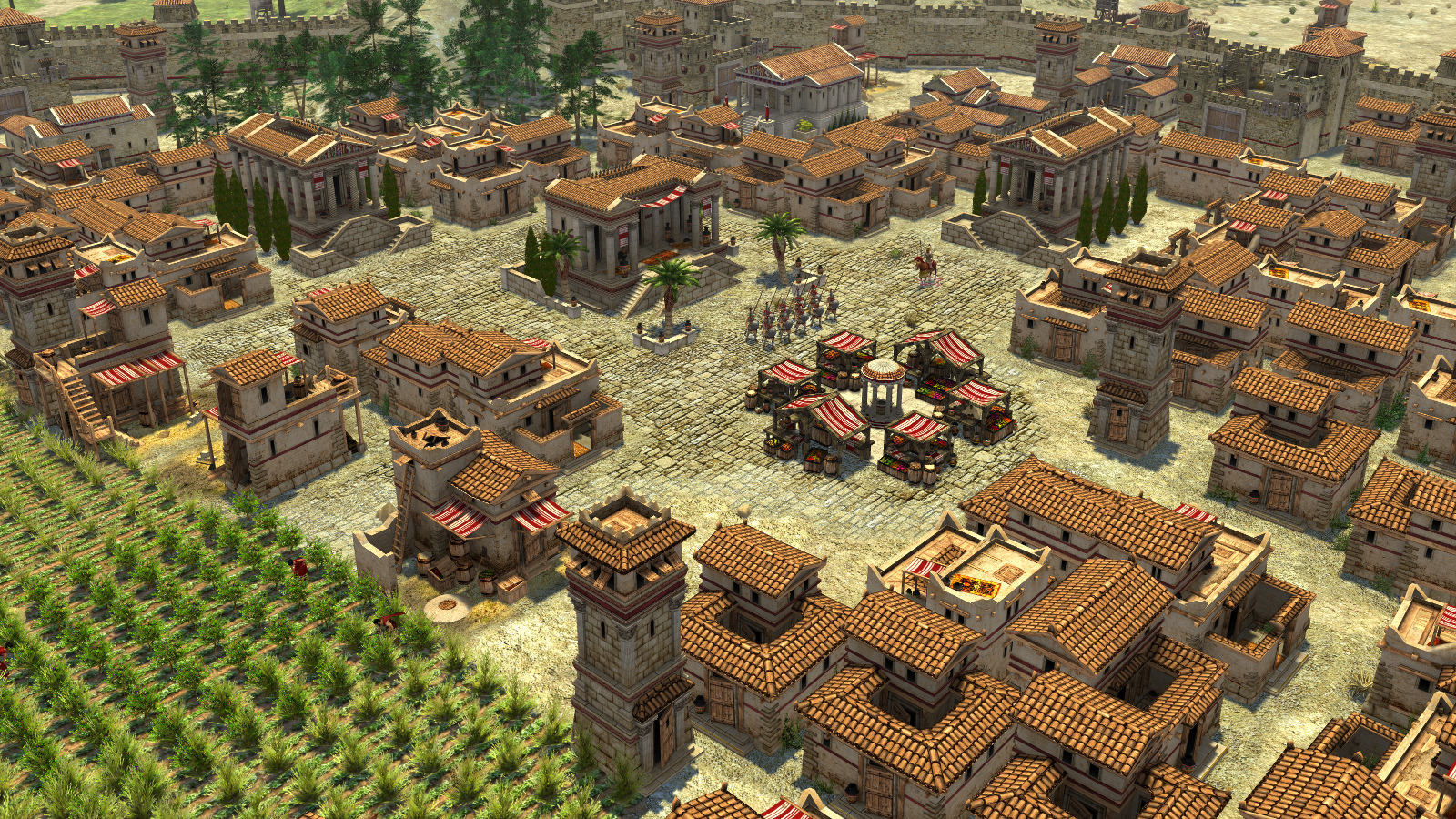
Séleucides
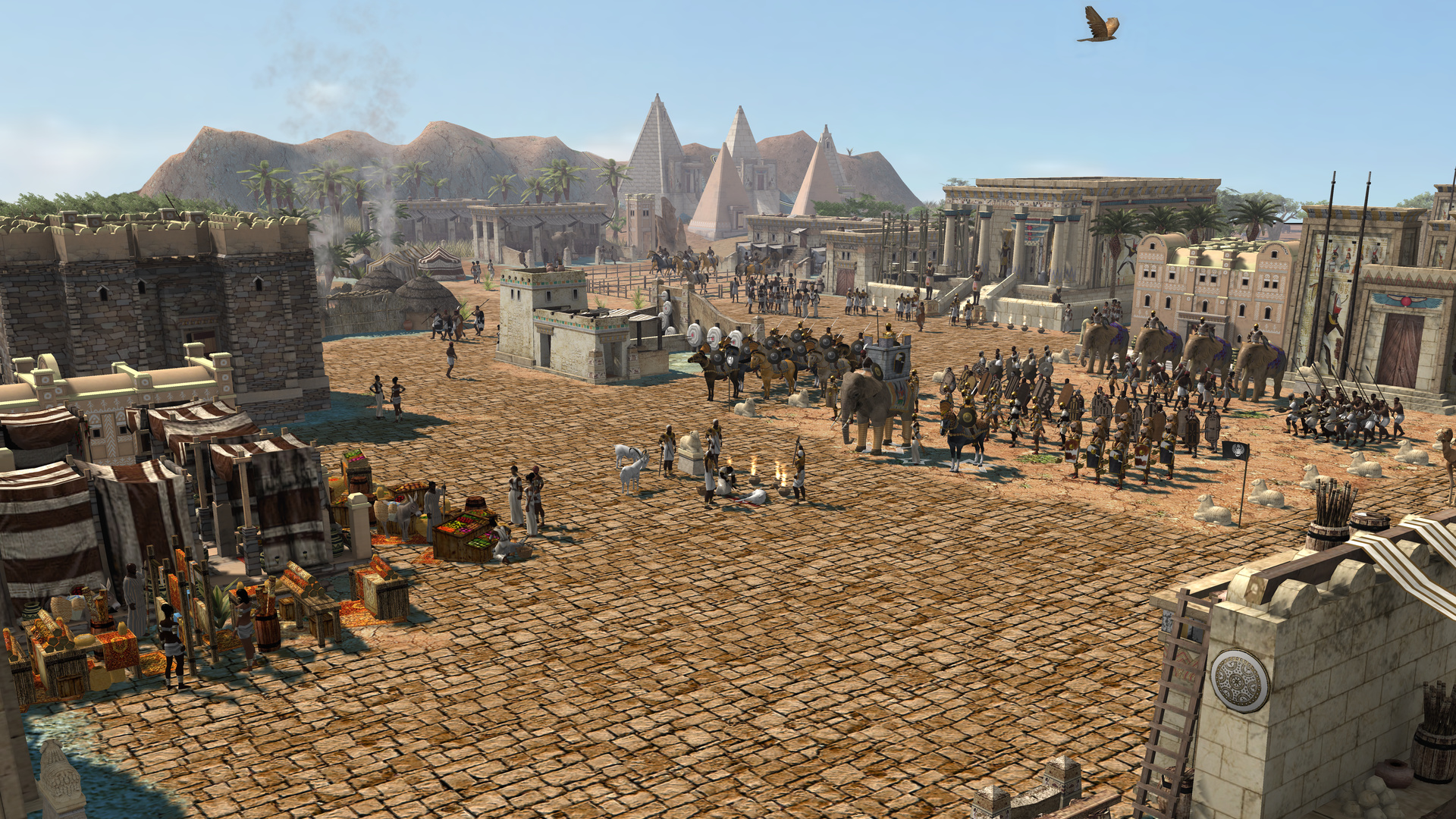
Koushites

- Les Carthaginois ont la flotte la plus forte, ainsi que les capacités de commerce (le navire de commerce est disponible dès le niveau I, contre le niveau II pour les autres civilisations) les plus considérables. Parmi leurs unités, on trouve l'éléphant de guerre et la légion sacrée. Mais la plupart de leurs troupes est constituée d'onéreux mercenaires (qui ne se révoltent pas).
- Les deux factions celtiques, c'est-à-dire les Bretons et les Gaulois, excellent dans le combat au corps à corps. Leurs aptitudes au siège et à la navigation sont minimales. Le bois constitue l'essentiel de leurs bâtiments, rapides à construire et peu coûteux, bien que moins robustes que leurs équivalents en pierre. Les navires de guerre celtiques sont lourds et ont une moyenne de vie de 1600 points, contre 1400 points pour les navires moyens des autres civilisations.
  - Les Bretons insulaires (peuplant la Grande-Bretagne antique) utilisent des chiens de guerre et construisent des crannog.
  - Les Gaulois disposent des premières meules rotatives.
- Les Égyptiens de l'Égypte ptolémaïque ont pour unités d'élite la cavalerie et des éléphants de guerre. Ils disposent de bâtiments maritimes avantageux (le pharos, bâtiment unique conférant une large vue sur le terrain environnant) et d'une flotte à la puissance notable. Au niveau II, sont débloqués de nombreux mercenaires grecs et macédoniens, et au niveau III, la garde royale (infanterie et cavalerie)
- Les trois factions grecques antiques jouables (la cité d'Athènes, la cité de Sparte et le royaume de Macédoine) partagent des constructions résistantes, de fortes trirèmes, des technologies plus coûteuses (notamment le matériel de siège, quoi que de moins bonne qualité que chez les romains), et la formation en phalange, qui rend leurs hoplites quasiment invulnérables si on les attaque de front.
  - Les Athéniens possèdent une forte culture, incarnée par des structures uniques, tels le théâtre ou le gymnase. Leur marine est la plus puissante des civilisations helléniques.
  - Les Spartiates ont une armée moins variée que les deux autres factions grecques, mais leur infanterie de mêlée peut frapper mortellement les phalanges.
  - Les Macédoniens ont une armée étoffée et diversifiée dont les phalanges peuvent adopter la formation en syntagme. Leurs capacités de siège sont considérables ; ils ont notamment des tours de siège. La cavalerie est diversifiée et efficace en larges formations.
- Les Han.
- Les Ibères (peuplant la péninsule ibérique, Espagne et Portugal actuels) disposent de fantassins qui sont parmi les unités au déplacement et à la cadence de tir les plus rapides, en particulier leurs frondeurs baléares. L'acier de Tolède leur garantit une armurerie de qualité supérieure. Leur flotte utilise le Brûlot contre les navires et les ports ennemis.
- Les Mauryas (empire de l'Inde antique) ne disposent d'aucune arme de siège, mais peuvent entraîner trois types d'éléphants, notamment des éléphants de travail qui leur servent de centres de stockage mobiles pour les ressources et peuvent réparer les bâtiments.
- Les Perses de l'empire perse constituent la civilisation la plus cosmopolite ; ils peuvent lever, grâce à leurs vassaux satrapes, une large variété de troupes. Leur infanterie est faible et pauvrement équipée, mais comporte davantage de soldats. Leur cavalerie est la plus forte (et la plus ruineuse) du jeu ; ils sont les seuls à disposer de tous les types de cavalerie (en particulier les archers de cavalerie scythes, mais aussi des chars à faux  redoutables contre l'infanterie). Leurs bâtiments sont les plus solides du jeu.
- Les Romains ont les meilleurs épéistes (les hastati), ainsi que le matériel de siège le plus évolué. L'une de leurs aptitudes est la construction de murs de circonvallation, encerclant une cité ennemie en territoire ennemi. Leur flotte est plus puissante que celles des grecs, avec les Quinquérèmes débloquées au niveau III.
- Les Séleucides forment l'un des royaumes hellénistiques et disposent de la cavalerie "nationale"(donc pas composée de vassaux ou de mercenaires) la plus puissante avec notamment des archers à cheval.
- Les Koushites du royaume de Koush, au sud de l'Égypte antique qui les a en partie influencés. Ils peuvent construire des pyramides koushites, aux bases plus étroites que les égyptiennes. Ils disposent de cavaliers montés sur des dromadaires mais aussi de bons frondeurs, archers...et mercenaires noirs.

## Considérations techniques

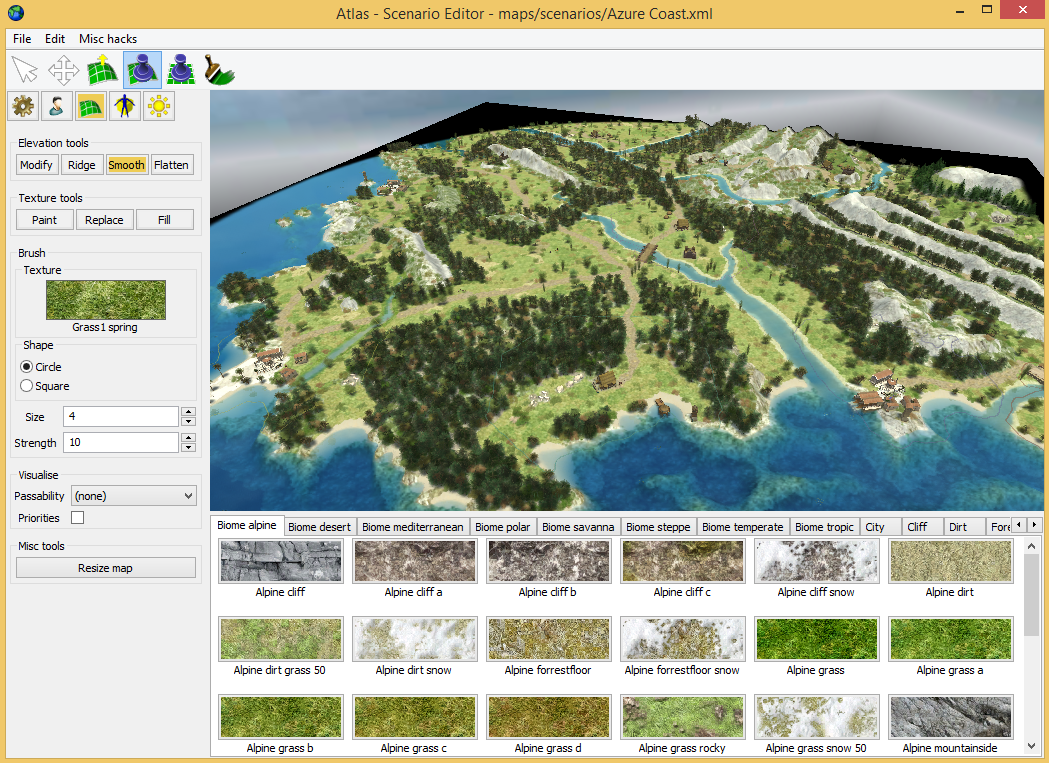
Éditeur de cartes.

0 A.D. est écrit en C++ et en JavaScript. Le moteur de jeu est Pyrogenesis.
Le salon de discussion est basé sur le protocole de messagerie instantanée XMPP. Le protocole UPnP permet d'ouvrir le port de la box pour pouvoir héberger une partie. Le système de classement est basé sur le classement Elo.
La partie multijoueur est implémentée à l'aide d'un protocole pair à pair, qui permet à toute personne d'héberger une partie.
Le projet utilise le gestionnaire de version SVN.

## Moteur de jeu Pyrogenesis
Pyrogenesis (du grec pyr pour « feu » et genesis pour « origine, début ») est le nom du moteur de jeu de 0 A.D. actuellement en développement. Il fut originellement nommé Prometheus, selon le personnage de la mythologie grecque qui vola le feu pour le donner à l'humanité. Son nom fut changé en 2004, à l'annonce de l'utilisation de ce moteur par une autre équipe de développement pour un autre jeu.
Pyrogenesis est principalement écrit en C++ et utilise le moteur JavaScript SpiderMonkey de la Fondation Mozilla. Il utilise aussi les bibliothèques libres tels que OpenGL, OpenAL, Boost, SDL, Vorbis et wxWidgets. Les formats de fichiers internes aux jeux sont principalement des formats libres tels que COLLADA, XML et JSON. 0 A.D. est multiplate-forme et supporte Windows, OS X, GNU/Linux, FreeBSD et OpenBSD.

## Historique des versions
| Version   | Version   | Nom de version | Date de sortie    | Nouvelles fonctionnalités |
| --------- | --------- | -------------- | ----------------- | --- |
| Pré-alpha | 1         |                | 2 avril 2010      | Les différentes sources et une version compilée du projet pour les développeurs,. |
| Pré-alpha | 2         |                | 12 juin 2010      | Meilleure gestion des déplacements (recherche de chemin et évitement des obstacles), entraînement de multiples unités dans les bâtiments, unités visibles sur la mini-carte,. |
| Pré-alpha | 3         |                | 11 juillet 2010   | Support du jeu en ligne, nouvelle interface graphique, recherche de parcours revue (contraintes de franchissement et de mouvement, unités flottantes),. |
| Alpha     | 1         | Argonaut       | 16 août 2010      | Nouvelles cartes Arcadia et Hellenised Egypt, intelligence artificielle améliorée, implémentation de la conversation dans les parties multijoueur, animaux plus vivant, améliorations graphiques,. |
| Alpha     | 2         | Bellérophon    | 19 octobre 2010   | Brouillard de guerre, déplacement de groupes et formations élémentaires, conditions de victoire, améliorations de la recherche de chemin, de l'interface du jeu, barre qui indique les points de vie, chasse, pêche, limite de population, commande de réparation, bâtiments celtiques remodelés, nouveaux biome (savane) et cartes,. |
| Alpha     | 3         | Cerberus       | 11 décembre 2010  | Navette entre la récolte et le dépôt des ressources dans un dépôt de ressources, cartes circulaires, mise en garnison, parcours corrigés, vaisseaux grecs et celtes, bâtiments grecs, options de l'écran et écran de chargement revus, écran de résumé, cartes inédites,. |
| Alpha     | 4         | Daedalus       | 12 mars 2011      | Prototype d'une intelligence artificielle capable de jouer, rendu du brouillard de guerre corrigé, rapports de bugs automatiques, nouvelles unités navales, armes de siège, ponts, nouveaux bruitages,. |
| Alpha     | 5         | Edetania       | 20 mai 2011       | Nouvelle civilisation Ibères, bot (JuBot), cartes aléatoires, promotion des unités, amélioration des formations, système de particules (feu, fumée, poussière lors des constructions, scintillance près des mines, chute des feuilles), bouton qui sélectionne les unités inactives, les unités cachées sont vues comme des silhouettes, nouvelles cartes, sons, musique,. |
| Alpha     | 6         | Fortuna        | 10 juillet 2011   | Comportements des unités (agressif, défensif, tenir la position, éviter), nouvelles textures de sol, cartes et unités, nouveaux sons et bâtiments, perfectionnements de l'éditeur de scénarios, support des unités volantes et carte de test avec des avions P-51 Mustang,. |
| Alpha     | 7         | Geronium       | 17 septembre 2011 | Nouvelle civilisation Carthaginois, tout nouveau design dynamique des territoires, un menu principal au style « gravé », de nombreuses nouvelles musiques, encore des cartes. |
| Alpha     | 8         | Haxāmaniš      | 23 décembre 2011  | Nouvelle civilisation Perses, système de troc, point de ralliement, sauvegardes des parties solo, reconnexion lors de la déconnexion d'une partie multijoueur, intelligence artificielle améliorée, trois nouvelles musiques, nouvelle carte. |
| Alpha     | 9         | Ides of March  | 15 mars 2012      | Nouvelle civilisation Romains, routes commerciales : marchandage avec des marchants pédestres et navals, nouveau système de combat, intelligence artificielle amélioré, nouvelles cartes aléatoires et nouvelles animations. |
| Alpha     | 10        | Jhelum         | 16 mai 2012       | Trois nouvelles civilisations : les Athéniens, les Macédoniens et les Spartiates (remplacent la civilisation grecque générique) ; technologies basiques, âges de civilisation, cliquer-glisser pour la construction des murs, guérison des unités par les prêtres, effets spéculaires et graphismes paramétrables. |
| Alpha     | 11        | Kronos         | 7 septembre 2012  | Nouvelles civilisations celtes : Bretons et Gaulois remplacent la civilisation Celte. Amélioration de l'IA : Aegis Bot, portes dans les murs, nouveau système de gestion du son, LOS (en) (champ de vision) partagé entre alliés, nouvelles améliorations graphiques : occultation ambiante, normal mapping, parallax mapping, spécularité (en) et améliorations des terrains. |
| Alpha     | 12        | Loucetios      | 17 décembre 2012  | Diplomatie, déploiement des engins de siège, séries d'instructions pour les unités, limite de population, nouvelles technologies, héros, raccourcis clavier pour les bâtiments, options de population et de ressources pour les matchs, cinq nouvelles cartes. Graphismes : rendu de l'eau, décombres, post-processeur,. |
| Alpha     | 13        | Magadha        | 2 avril 2013      | Nouvelle civilisation Maurya, amélioration de l'intelligence artificielle Aegis, plusieurs niveaux d'IA, cinq nouvelles musiques, mouvement du bâtiment lors de sa construction et d'indications lorsque le bâtiment ne peut être construit,. |
| Alpha     | 14        | Naukratis      | 4 septembre 2013  | Ajout des forges, les fermes ont une production infinie et une limite de cinq travailleurs par champ, armure exponentielle, niveaux de vies plus réalistes, garnison possible dans les bâtiments alliés, gains lors d'échanges de biens avec les alliés augmenté de 25 % en bonus par rapport aux marchandages avec soi-même, bouton du héros, réglage de vitesse du jeu, nouvelles technologies,. |
| Alpha     | 15        | Osiris         | 25 décembre 2013  | Ajout d’un salon de discussion pour organiser des parties multijoueurs, nouvelles technologies, l’ajout de nouvelles auras (de régénération par exemple) disponibles aux abords de certains bâtiments importants. Certains combattants et certaines unités en bénéficieront, quand elles se tiendront à côté de ces bâtiments. On notera également l’apparition de la civilisation Égyptienne (Ptolémaïques), qui n’est pas encore complètement achevée mais qui est d’ores et déjà jouable. On signalera enfin la mise en place d’un mode escarmouche, de nombreuses améliorations au niveau du son, des musiques (ajout de pistes), des graphismes et des mouvements de troupes, migration de SpiderMonkey de la version 1.8.5 à la version 24,. |
| Alpha     | 16        | Patañjali      | 17 mai 2014       | Traduction dans 13 langages, dont le français. Une nouvelle intelligence artificielle est ajoutée (Petra), gestion centralisée des échanges commerciaux, gestion des routes de commerce. Nouvelles technologies. Les unités spéciales peuvent se mettre dans des formations spécifiques, comme les formations tortues pour les Romains. Une fonction a été ajoutée pour protéger les unités fragiles : vous pouvez maintenant sonner la cloche du village pour que tous vos villageois se mettent en garnison dans le bâtiment le plus proche. De nombreuses autres améliorations et des corrections de bug sont fournies avec cette version. Ajout de la civilisation séleucide qui utilise des bâtiments existants des autres civilisations,. |
| Alpha     | 17        | Quercus        | 12 octobre 2014   | Amélioration de l’intelligence artificielle Petra, possibilité de placer des archers ou des javeliniers sur des pans de murs, dans le salon multijoueur il est désormais possible d’avoir plus d’informations sur les performances d’un joueur, retrait des formations,. |
| Alpha     | 18        | Rhododactylos  | 14 mars 2015      | Ajout de l'arbre technologique, équilibrage du jeu, rétablissement des formations, mise à jour de SpiderMonkey de la v.24 à la v.31 ESR qui prévoit des gains de performances de 5 à 20 % sur l'ensemble d'une partie, amélioration de l'intelligence artificielle, ajout des tours de garde en bois, modélisation des bâtiments séleucides, nouvelles cartes,. |
| Alpha     | 19        | Syllepsis      | 26 novembre 2015  | Capture des armes de siège et des bâtiments ennemis. Nouvel algorithme de recherche de chemin qui améliore les performances. Enregistrement des parties. Hauteur maximum des cartes augmentée,. |
| Alpha     | 20        | Timosthène     | 31 mars 2016      | Dix nouvelles cartes. Fonctions de caméra cinématique utilisable pendant les parties. Points de collecte de ressources utilisables par les alliés. Amélioration pour les tours permettant de mieux se défendre contre les unités les attaquant à leur pied. Nouvelles améliorations disponibles pour la pêche. Pillage automatique des ressources transportées par les unités ennemies tuées. Amélioration du mode observateur. Nouveaux modèles : baraque séleucide, arbres,. |
| Alpha     | 21        | Ulysses        | 8 novembre 2016   | Nouveaux modes de jeu (Régicide/"Héroscide" ; ajout de réglages possibles dans la condition de victoire par construction de Merveille ; mode de jeu "Au dernier encore en vie"). Nouveaux bâtiments et champions. Réglages pour les unités disponibles dans les bâtiments perses, bretons et romains. Possibilité de faire patrouiller les unités. Rééquilibrages variés. Possibilité de mettre à jour les bâtiments (les tours de garde notamment). Onze nouvelles cartes aléatoires et deux nouvelles cartes d'escarmouche. Nouveaux modèles qui complètent les bâtiments des Séleucides ; quelques nouveaux autres modèles. Améliorations de l'interface, notamment en multijoueur. Correction de bugs variés,. |
| Alpha     | 22        | Venustas       | 26 juillet 2017   | Nouveau mode de jeu « Capturez la relique ». Affichage de l'aura des héros et des guérisseurs. Ajout d'une nouvelle possibilité pour espionner les ennemis (la corruption de marchands). Nouveaux modèles, textures et animations. Rééquilibrage d'auras de héros et d'unités. Amélioration de l'intelligence artificielle Petra pour les parties en solo. Possibilité de lancer une partie multijoueur sans besoin de configurer le routeur. Possibilité d'afficher des graphiques résumant l'évolution des parties. Douze nouvelles cartes, dont trois comprenant des événements scriptés pour rythmer les parties (Volcan éteint, Danube, Mer polaire). Deux nouvelles pistes musicales (Tale of Warriors, Sunrise). Ajout d'un tutoriel pour apprendre à jouer. Ajout dans l'éditeur de cartes d'un outil d'édition de chemins pour intégrer des cinématiques aux scénarios,. |
| Alpha     | 23        | Keen Wood      | 18 mai 2018       | Nouvelle civilisation : les Koushites. Visibilité du champ d’attaque des tours et des centres-villes. Nouvelles cartes,. |
| Alpha     | 24        | Xšayāršā       | 20 février 2021   | Ajout de six nouvelles cartes, améliorations graphiques. Rajout d'un éditeur de raccourcis,. |
| Alpha     | 25        | Yaunā          | 8 août 2021       | Ajout de quatre nouvelles cartes. Gestion des campagnes,. |
| Alpha     | 26        | Zhuangzi       | 24 septembre 2022 | Nouvelle civilisation : The Han. Nouvelles cartes de campagne,. |
| Version   | 27        | Agnis          | 30 janvier 2025   | , |
| Version   | 28        |                |                   | |
| Légende   | Anciennes | Actuelle       | En développement  | |

## Principe de jeu

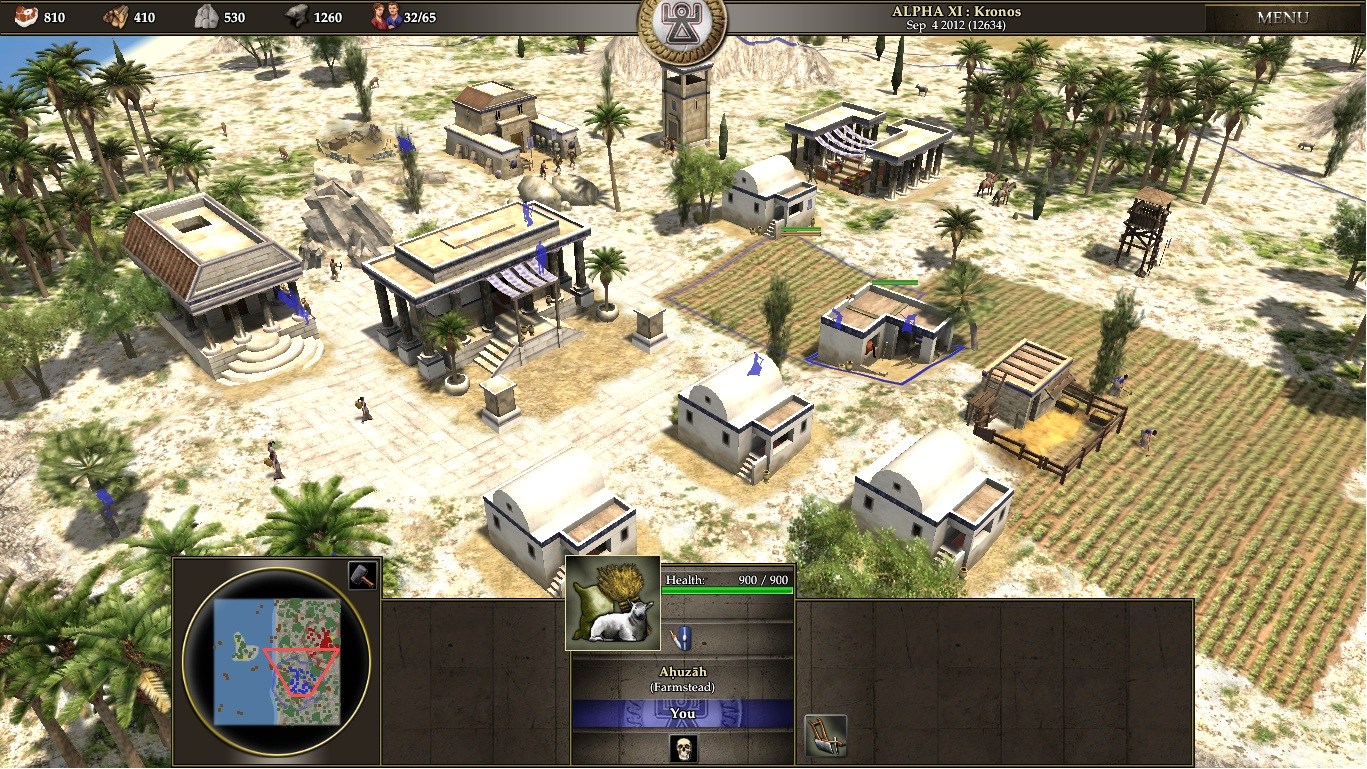
Interface du jeu dans la version Alpha XI du jeu (septembre 2012), dans une partie menée avec les Carthaginois.

0 A.D. reprend les concepts habituels des jeux de stratégie en temps réel : construction d'une base, entraînement d'une armée, combat et recherche de technologies. Il s'agit donc de développement économique et de guerre. Le studio de développement, Wildfire Games, veut offrir une expérience à la fois innovante et moderne, mais en même temps familière. Il se focalise principalement sur l'aspect guerrier de ce type de jeu. Il y a également des objectifs de précision historique (qui ne doit pas affecter le gameplay), de facilité quant à la création de mods et de formation d'une vaste communauté de joueurs.
L'environnement de jeu est en images de synthèse et autorise plusieurs niveaux de zoom ainsi que les changements d'angles de caméra. L'écran principal montre au joueur la portion de la carte qu'il explore. Une barre en haut de l'écran montre l'état des ressources disponibles, la population, indique le symbole de la civilisation choisie pour la partie et comporte un menu par où sont accessibles les options classiques (sauvegarde, pause ou arrêt de la partie, aide, etc.). Lorsqu'une unité ou un bâtiment sont sélectionnés, une barre s'affiche au bas de l'écran pour indiquer ses caractéristiques et présenter les actions possibles. Une mini-carte, en bas à gauche, permet de naviguer sur l'ensemble de la carte de la partie en cours.
Pour développer une civilisation, il faut récolter quatre types de ressources : la nourriture, le bois, la pierre et le métal. La nourriture est cruciale pour former les premières unités, le bois est indispensable pour les premiers bâtiments, tandis que la pierre sert davantage pour les bâtiments avancés et certaines unités de siège ; le métal sert surtout à certaines unités, aux développement de technologies et à certains bâtiments avancés. La nourriture peut être récoltée par la cueillette, la chasse, la pêche, l'élevage et la construction de fermes. Le bois se récolte en abattant des arbres. La pierre et le métal se trouvent dans des gisements épuisables. Il est également possible de récupérer des ressources en faisant du marchandage entre les marchés et/ou les ports. Cette pratique est possible entre ses propres lieux d'échanges ainsi qu'avec ceux des alliés.
Chaque joueur commence la partie avec un centre-ville, quelques maisons, quelques unités du type citoyenne et citoyen-soldat, et une unité de cavalerie du type éclaireur. Le territoire de chaque joueur est indiqué par une limite correspondant à la couleur de sa faction. On ne peut construire de bâtiments que sur les portions de territoire que l'on contrôle, sauf exceptions (par exemple, chaque civilisation dispose d'un bâtiment d'avant-poste qui peut être construit en territoire neutre). Le territoire de chaque faction s'agrandit ou rapetisse en fonction des bâtiments construits ou détruits et des âges ou technologies acquises.
Les unités de base de chaque civilisation, produites dans le centre civique, sont la citoyenne et le citoyen-soldat, lequel peut à la fois récolter des ressources et prendre les armes en cas de besoin. Les unités guerrières plus spécialisées, comme les champions et les héros, en revanche, sont incapables de récolter des ressources.
Les bâtiments, de taille très variable, permettent de produire d'autres types d'unités et d'acquérir diverses améliorations. Par exemple, la caserne permet d'entraîner des unités militaires (fantassins et cavalerie), la forge permet d'obtenir des technologies rendant l'attaque et la défense des unités guerrière plus fortes, le temple permet d'entraîner des prêtres capables de guérir les unités, etc. Il est également possible de construire des tours de garde et des remparts percés de portes fortifiées. Les bâtiments permettent, au besoin, de produire des unités en série (la file de production permet d'en prévoir jusqu'à quinze) et de leur attribuer des points de ralliement pour qu'elles se rendent directement à un endroit donné de la carte une fois terminées. Plusieurs types de bâtiments (les centres-ville, les casernes, les forteresses et les tours de garde) peuvent accueillir des unités placées en garnison, qui sont alors mieux protégées et peuvent attaquer à distance d'éventuels assaillants.

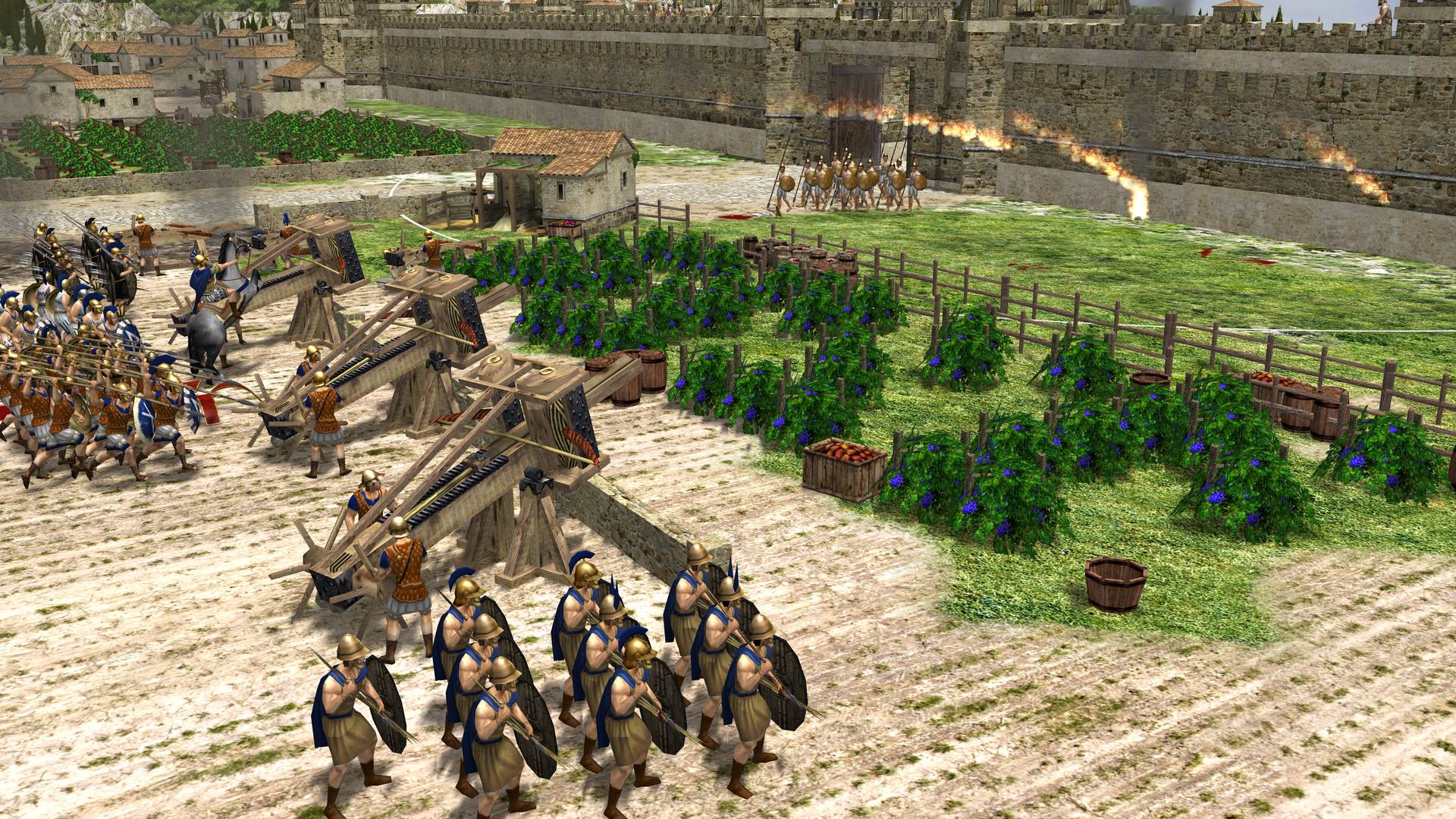
Catapulte grecque au combat dans 0AD

Le jeu comporte des unités terrestres et navales spécifiques à chaque civilisation ainsi que des améliorations spécifiques.
La victoire s'obtient en anéantissant les factions ennemies (bâtiments et unités) afin de prendre le contrôle de toute la carte.
De nombreux environnements de jeu sont proposés (campagnes, montagnes, déserts et canyons, forêts, steppes, continents ou îles, bords de mer... etc.), beaucoup reconstituant diverses régions du monde (Europe de l'Ouest, Afrique du Nord, Inde, etc.).
Plusieurs types de parties sont possibles. Il est possible de jouer sur une carte contre n'importe quelles autres civilisations, ou bien de choisir un scénario proposant des adversaires prédéterminés. Certains scénarios reconstituent des affrontements historiques. Il est possible que des campagnes soient développées à l'avenir, mais elles n'étaient pas encore présentes dans la version Alpha XXIII Kenwood en décembre 2018.

## Accueil critique
Dans une interview en 2012, plusieurs membres de l'équipe de développement du jeu déclaraient avoir été agréablement surpris par l'excellent accueil réservé au projet par plusieurs communautés (les amateurs de jeux indépendants, les développeurs de mods ou encore les communautés Linux et Open Source).

## Distinctions
En 2008, 0 A.D. fut classé parmi les 100 meilleurs Mods et Jeux indépendants par Mod DB. Il remporta le même prix l'année suivante, ainsi que la troisième place du « Jeu de l'année », et une mention honorable l'année d'après
. Il a été « projet du mois » sur le site SourceForge en juin 2012.
En 2013 et en 2015, le site est classé Open Source Game of the Year sur le site LinuxQuestions,.
0 A.D. a été, de manière générale, bien accueilli.

## Configuration
0 A.D. fonctionne sous GNU/Linux, Windows, Mac OS et BSD,.
|                 | Configuration minimum        | Configuration recommandée     |
| --------------- | ---------------------------- | ----------------------------- |
| Processeur      | 1 GHz                        | 1,6 GHz                       |
| Mémoire vive    | 512 Mio                      | 1 024 Mio                     |
| Carte graphique | 64 Mio GeForce 3/Radeon 8500 | 256 Mio GeForce 6/Radeon 9800 |